# CNN中心

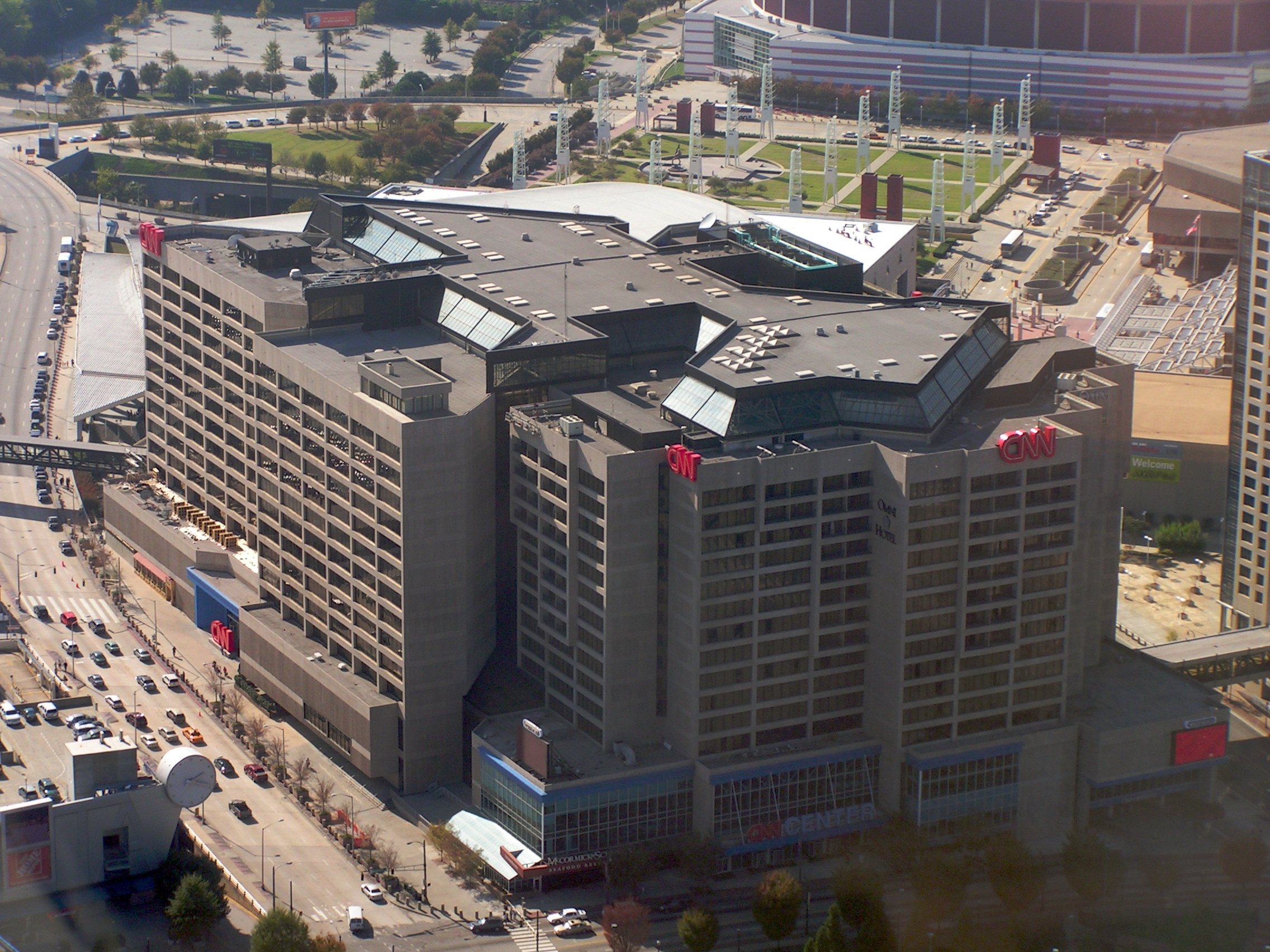

CNN中心（英語：CNN Center）是一座位於美國喬治亞州亞特蘭大的建築。CNN中心竣工於1976年，自1987年以來是有線電視新聞網（CNN）的總部。2008年，CNN中心受到了龍捲風的侵襲。現在CNN中心開放一般民眾參觀並有導遊解說，參觀時間是9點至17點。

## 歷史

### 2020年代
2020年5月29日，CNN中心遭到明尼蘇達州明尼阿波利斯發生喬治·佛洛伊德之死後引起的暴力示威者襲擊，抗議人士進入CNN中心前破壞中心前CNN標誌、玻璃門窗以及亞特蘭大警察局的車輛，並破壞部分內部建築。

## 外部連結
- CNN.com website（页面存档备份，存于）
- CNN Center Studio Tour website （页面存档备份，存于）
- Omni Hotel at CNN Center （页面存档备份，存于）
- The Turner Store
- It's About Atlanta Souvenirs and Sundries

33°45′29″N 84°23′41″W / 33.757934°N 84.394811°W